# الجمعية العامة لعام 1317 (فرنسا)
سُميت (États généraux (France، لأنه جمع سوى النبلاء، الأساقفة، أغنياء باريس، ودكاترة الجامعة، اجتماع عُقد في الأيام الأولى من فبراير 1317

لتسوية خلافة عرش مملكة فرنسا بعد موت لويس العاشر ثم ابنه بعد وفاته جان الأول. إنه صرح في الأخير أن «المرأة لا تصلح في مملكة فرنسا.»، كذلك جان الثانية النافارية لصالح عمها، فيليب الخامس ملك فرنسا أخ للويس العاشر. منعا في ما بعدهما المرأة من عرش فرنسا، هذا المبدأ للتعاقب الأسري سيطبق في فرنسا ويعطي؛ لاحقا اسم، قانون ساليك.